# Duy Xuyên
Duy Xuyên is een district in de Vietnamese provincies Quảng Nam. De hoofdplaats van Duy Xuyên is Nam Phước.
Duy Xuyên ligt in het oosten van de provincie. In het oosten is de Zuid-Chinese Zee. In het westen en het noorden wordt de districtsgrens bepaald door de rivieren Thu Bồn en de Bà Rén.

## Administratieve eenheden
- Thị trấn Nam Phước
- Xã Duy Châu
- Xã Duy Hải
- Xã Duy Hòa
- Xã Duy Nghĩa
- Xã Duy Phú
- Xã Duy Phước
- Xã Duy Sơn
- Xã Duy Tân
- Xã Duy Thành
- Xã Duy Thu
- Xã Duy Trinh
- Xã Duy Trung
- Xã Duy Vinh

## Geografie en topografie
In Duy Xuyên ligt het Thạch Bànmeer, een van de twee grote meren in het district. Het andere is het Vĩnh Trinhmeer. Ook zijn twee rivieren van belang in het landschap van Duy Xuyên, te weten de Thu Bồn en de Bà Rén

## Verkeer en vervoer
In het westen, in Duy Thu, ligt de Vliegbasis An Hòa. Deze vliegbasis is buiten gebruik, maar werd tijdens de Vietnamoorlog wel gebruikt.
Een van de belangrijkste wegen in Duy Xuyên is de Quốc lộ 1A. Deze weg is ruim 2300 kilometer lang en begint in de provincie Lạng Sơn in het noorden van Vietnam en eindigt in Cà Mau in de Mekong-delta. Deze weg volgt voor een groot gedeelte de route van de AH1. Deze weg Aziatische weg is de langste Aziatische weg en gaat van Tokio in Japan via verschillende landen, waaronder de Volksrepubliek China en Vietnam, naar Turkije. De weg eindigt bij de grens met Bulgarije en gaat vervolgens verder als de Europese weg 80.
In Duy Xuyên ligt ook de Spoorlijn Hanoi - Ho Chi Minhstad. Duy Xuyên heeft slechts een spoorwegstation. Dit station staat in Duy Sơn, het Station Trà Kiệu. Een imposante brug is de Chiêm Sơnbrug over de Bà Rén bij Duy Trinh.

## Bezienswaardigheden en cultuur
Een bezienswaardigheid is het Tempelcomplex Mỹ Sơn. Deze Hindoestaans heiligdom is gebouwd tussen de 4e en de 12e eeuw. In 1999 is het heiligdom van My Son opgenomen op de Werelderfgoed lijst van UNESCO. Het tempelcomplex bevindt zich in xã Duy Phú.
In Duy Trinh staat het graf van Đoàn Quý Phi, een koningin in de zeventiende eeuw.
Op de noordelijke oever van het Vĩnh Trinhmeer in Duy Hòa staat het Vĩnh Trinhmonument. Dit monument staat er ter nagedachtenis op een massamoord in de nacht van 21 op 22 december 1955.